# Orta Zayzid
Orta Zayzid est un village de la région de Şəki en Azerbaïdjan.

## Géographie
Le village d'Orta Zayzid de la région de Şəki est situé dans la circonscription administrative du village d'Orta Zayzid.

## Économie
La principale occupation de la population du village est l'élevage, le jardinage et l'agriculture.

## Population
Selon les statistiques de 2009, la population du village est de 4644 personnes.

## Culture
Il y a 2 écoles, un centre de communication, un club, un centre médical et un monument dédié à la mémoire des martyrs du Janvier Noir et de la Seconde Guerre mondiale dans le village.